# Charles de Chambes
Charles de Chambes, né le 28 novembre 1549  au château de Chalain et mort en 1621 est un noble français. Aussi connu comme Charles de Montsoreau, un comté dont il est seigneur, le gentilhomme s'illustre sur le plan militaire et est notamment au service de François de France, duc d’Alençon et d’Anjou, dont il devient chambellan et grand-veneur. En 1579, il tue en duel Louis de Bussy d'Amboise, qui tentait de séduire son épouse Françoise de Maridor.
L'histoire inspire Alexandre Dumas pour La Dame de Monsoreau, roman historique publié en 1846, dans lequel le machiavélique Bryan de Monsoreau trompe le père de Diane de Méridor afin de l'épouser. Quand elle tombe amoureuse de Bussy d'Amboise, il complote sa mort avec l'aide du prince François.

## Biographie
Gentilhomme ordinaire de la chambre, chambellan et grand-veneur de François, frère du roi, duc d’Alençon et d’Anjou, il fut nommé chevalier de l'ordre de Saint-Michel le 23 février 1568.

« De par le Roi chef et souverain de l'ordre Monsieur Saint-Michel...éstant auprès de nous le Sieur de Montsoreau ayt pour sa vertu et mérites été choisi... pour être associé à ladite compagnie »

Il devint gentilhomme ordinaire de la chambre de Monseigneur, frère du roi, et baron de Pontchâteau ; il se signala au siège de La Rochelle en 1573.
La charge auprès du duc d'Alençon l'obligea à vivre à Paris où sa femme, qu'il épousa le 10 janvier 1576, Françoise de Maridor, protestante d'origine, veuve de Jehan de Coësmes, fut dame d'honneur de la reine-mère entre 1576 et 1577. Pendant les absences de son mari, elle vivait au château de la Coutancière près de Saumur, ainsi qu'au château de Montsoreau.
En 1579, Bussy d'Amboise, qui la connaissait, vint lui rendre visite et eut l'imprudence de faire état de ses succès auprès de la dame dans une lettre que le roi remit au mari. Rentré à Saumur, le comte de Montsoreau s'assura de la complicité de son épouse pour donner rendez-vous à son présumé galant. Le 19 août 1579, il le fit assassiner à Brain-sur-Allonnes, épisode qui inspira à Alexandre Dumas certaines péripéties de son roman : La Dame de Monsoreau.
En 1585, il fut nommé conseiller d'État et obtint l'abbaye de Saint-Georges près d'Angers. En 1587, il fut blessé à Coutras et fait prisonnier. Le 5 juin 1589, il obtint 4 200 écus et suivit le duc de Montpensier comme maréchal de camp en Bretagne pour réduire une insurrection. En 1592, il participa à la défaite de Craon devant les troupes du duc de Mercœur. En 1596, il servait au siège de Tigné. En 1619, à 70 ans, il reçut à Angers la reine Marie de Médicis à la tête des représentants de la noblesse angevine.
Charles de Chambes et Françoise de Maridor eurent deux fils et quatre filles. Françoise mourut le 29 septembre 1620 et le comte décéda l'année suivante, le 16 juin 1621.

### Le personnage littéraire

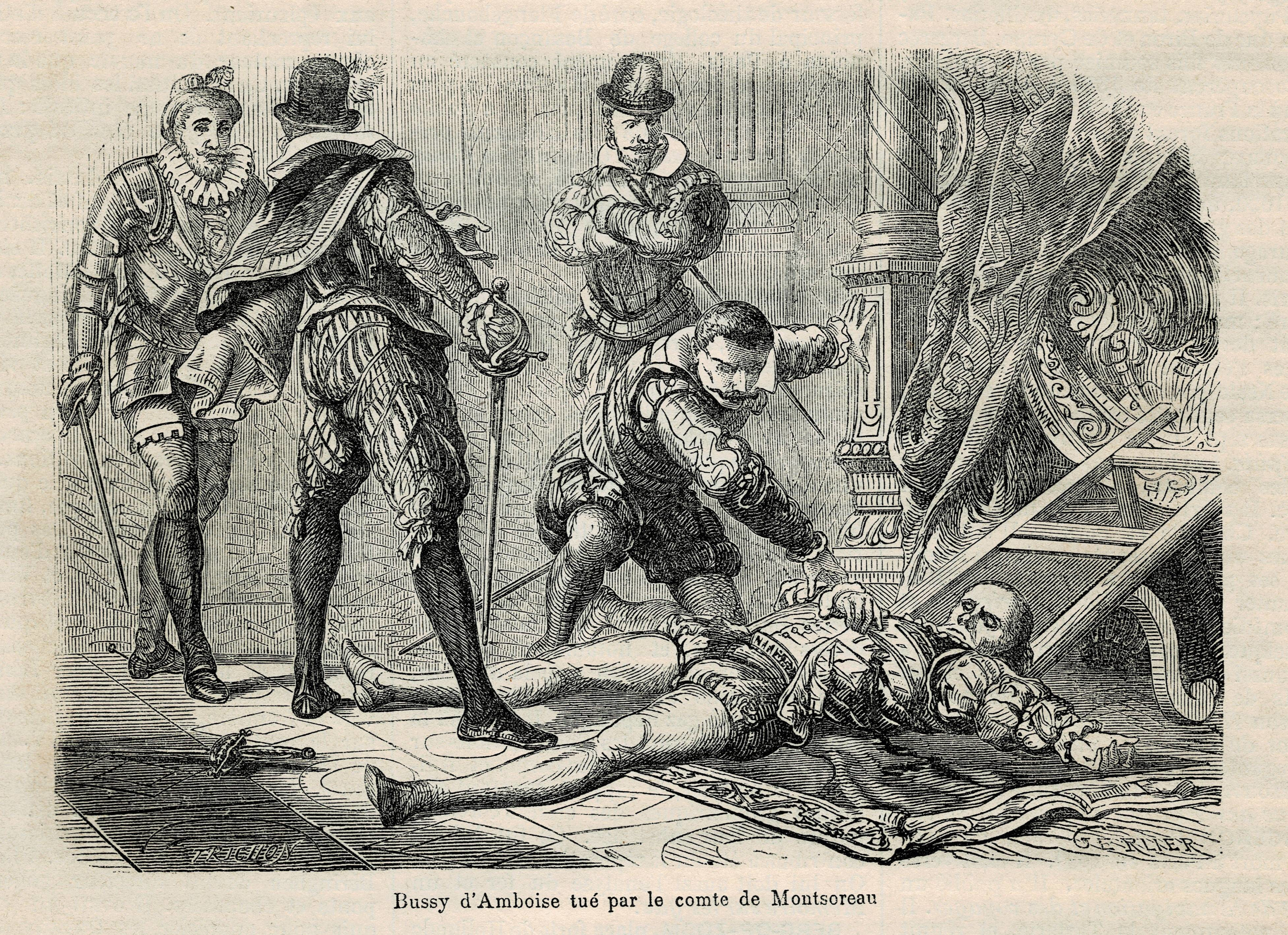
Le comte de Montsoreau assassine Bussy d'Amboise.

Le personnage est noirci à souhait par Alexandre Dumas. Il aurait forcé La Dame de Monsoreau (appelée par l'auteur Diane de Méridor), à un mariage secret et serait mort dans l'assassinat qu'il aurait prémédité à Paris avec la complicité du duc d'Anjou, contre l'amant, Bussy d'Amboise (et à l'insu de l'épouse elle aussi piégée). Mais le mari avait toute confiance en l'amant, n'hésitant pas à le laisser seul avec sa femme, depuis que le mèdecin-ami de Bussy Rémy Le Haudouin (perrsonnage imaginaire) avait sauvé Monsoreau d'une grave blessure. Dumas l'appelle simplement Bryant de Monsoreau. Après La Dame de Monsoreau, Dumas imagine dans Les Quarante-cinq la dame-veuve de Monsoreau, secondée par Rémy, venger son ancien amant de la trahison du duc d'Anjou et de son homme de main, Aurilly, qui achevèrent Bussy quand ils pouvaient encore le sauver .

## Source primaire
- Pierre de L'Estoile (édition établie par Madeleine Lazard et Gilbert Schrenck), Registre-journal du règne de Henri III, t. III : 1579-1581, Genève, Droz, coll. « Textes littéraires français » (no 487), 1997, 232 p. (ISBN 2-600-00233-2, présentation en ligne).